# アックーモリ
アックーモリ（伊: Accumoli）は、イタリア共和国ラツィオ州リエーティ県にある、人口約500人の基礎自治体（コムーネ）。
2016年8月24日未明、この村の近傍でイタリア中部地震が発生し、村でも大きな被害が出た。

## 地名
日本語文献では「アクーモリ」、「アックモリ」などの転記例がある。

## 地理

### 位置・広がり
リエーティ県北東部、アルタ・ヴァッレ・デル・トロント（Alta Valle del Tronto、トロント河谷上流域）に位置するコムーネ。アックーモリの町は、アマトリーチェから北北西へ8km、ノルチャから南東へ約16km、アスコリ・ピチェーノから西南西へ約32km、県都リエーティから北東へ約45km、州都・首都ローマから北東へ約108kmの距離にある。
南隣のアマトリーチェとともにリエーティ県の突出部にある町で、町域は3つの州（ウンブリア州、マルケ州、アブルッツォ州）と隣接する。アックーモリも1927年まではラクイラ県に属していた。

#### 隣接コムーネ
隣接するコムーネは以下の通り。括弧内のAPはアスコリ・ピチェーノ県（マルケ州）、PGはペルージャ県（ウンブリア州）、TEはテーラモ県（アブルッツォ州）所属。
- アルクアータ・デル・トロント (AP) - 北
- ヴァッレ・カステッラーナ (TE) - 東
- アマトリーチェ - 南
- チッタレアーレ - 南西
- ノルチャ (PG) - 北西

### 地勢
アペニン山脈の中の盆地に所在する町で、グランサッソ・エ・モンティ・デッラ・ラガ国立公園 (it:Parco nazionale del Gran Sasso e Monti della Laga) に含まれる。町域を南から北へトロント川が流れる。
気候は典型的な内陸アペニン山脈のそれで、冬は寒冷で雪が多く、夏の気温は暑くならない。

### 気候分類・地震分類
アックーモリにおけるイタリアの気候分類 (it) および度日は、zona E, 2921 GGである。
また、イタリアの地震リスク階級 (it) では、zona 1 (sismicità alta) に分類される。

## 歴史
町は12世紀に築かれた。この時期のヴァッレ・デル・トロントはノルマン人の支配下に置かれ、のちにナポリ王国が支配した。
2016年8月24日、イタリア中部地震がアックーモリの近傍で発生した（イタリア国立地球物理学火山学研究所（INGV）は、最初の地震の震源を北緯42度42分22秒 東経13度13分23秒 / 北緯42.706度 東経13.223度とし、リエーティ県下・アックーモリ近傍の地震としている。この地点はアックーモリの町域内で、アックーモリ集落の北西約2.5kmにあたる）。多くの建物が倒壊し、11人の死者を出した。

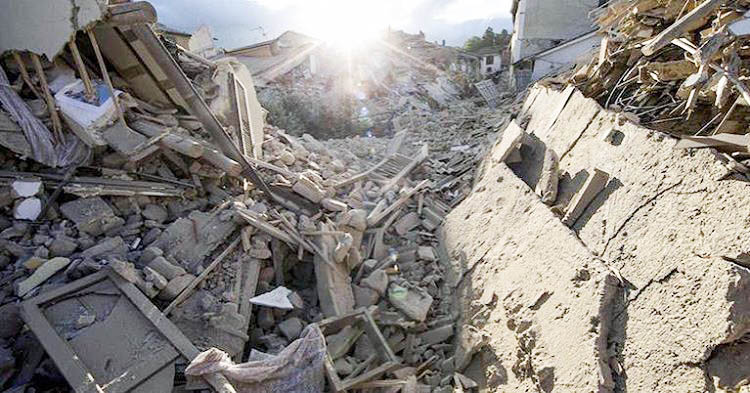
イタリア中部地震で被災したアックーモリ（8月24日）
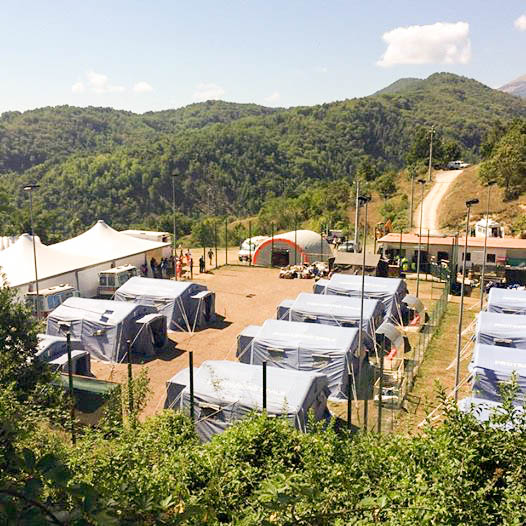
テント村（8月26日）

## 行政

### 分離集落
アックーモリには、以下の分離集落（フラツィオーネ）がある。
- Cassino, Cesaventre, Colleposta, Collespada, Fonte del Campo, Grisciano, Illica, Libertino, Macchia, Mole, Poggio Casoli, Poggio d'Api, Roccasalli, San Giovanni, Terracino, Tino, Villanova

## 交通

### 道路
国道
- SS4 (it:Strada statale 4 Via Salaria)